# Schloss Herrnstadt

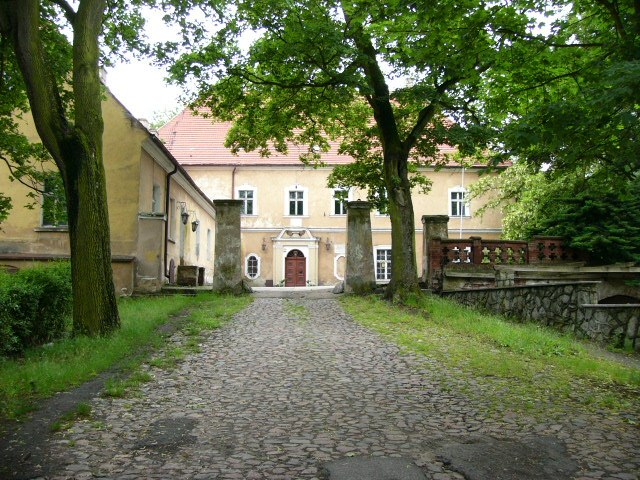
Schloss Herrnstadt

Schloss Herrnstadt (polnisch Pałacu Wąsosz) ist ein Schloss in der polnischen Stadt Wąsosz in der Woiwodschaft Niederschlesien.

## Geschichte
Die Existenz der Burg, einer Stadtburg, ist für 1292 belegt, bestand aber sicher bereits vor Gründung der Stadt. Im Jahr 1432 wurde die Burg in den Hussitenkriegen belagert. Um 1520 gehörte die Burg zum Bistum Breslau, später zum Herzogtum Liegnitz.
Der heutige Baubestand stammt teils aus der Renaissancezeit, teils aus dem Barock. Bei russischem Beschuss 1759 wurde der rechte Flügel der Kapelle zerstört.